# Parvo (kamera)
Parvo var et 35mm filmkamera udviklet i 1908 i Frankrig af Joseph Jules Debrie. Kameraet var relativt kompakt for sin tid, og blev drevet af et håndtag, ligesom sine forgængere. Kameraet havde en indbygget omdrejningstæller for at kameraoperatøren kunne holde den korrekte hastighed under drejning af håndtaget.
Kameraet kunne tage filmruller på op til 120 meter film uden at skulle benytte en yderligere spole til et udvendigt filmmagasin, hvilket gav op til seks minutter lange stumfilm optaget med 16 billeder i sekundet. Det tillod kameraets operatør at fokusere kameraets linse - som alle andre samtidige filmkameraer - men, havde en optisk søger i siden, som kunne benyttes under filmoptagelser.
Parvo kameraet var vældig popuært i Europa i under stumfilmæraen, hele vejen op gennem 1920'erne. Instruktører der i særdeleshed var glade for kameraet var Abel Gance, Leni Riefenstahl, og Sergej Eisenstein. Sidstnævntes filmfotograf, Eduard Tisse, benyttede kameraet helt ind i lydfilmsæraen, bl.a. til at filme duelscenerne i Alexander Nevskij.
| Lyd og billede | Spire Denne artikel om billed- og lydteknologi er en spire som bør udbygges. Du er velkommen til at hjælpe Wikipedia ved at udvide den. |